# Dawit Mudschiri
Dawit Mudschiri (georgisch დავით მუჯირი; * 2. Januar 1978 in Tiflis) ist ein ehemaliger georgischer Fußballspieler. Der offensive Mittelfeldspieler mit starkem Drang zur Sturmspitze war bekannt für seinen harten Schuss und seine gefährlichen Dribblings. Er gehörte der georgischen Nationalmannschaft an.

## Karriere
Von 1994 bis 1998 spielte er bei Dinamo Tiflis, wechselte 1999 zu Lokomotive Tiflis. 2000 bis 2001 spielte er bei Sheriff Tiraspol in Transnistrien. Er wechselte im Juli 2001 zum SK Sturm Graz. Mit Bojan Filipović war er eine der Offensivkräfte beim SK Sturm. Im Februar 2006 verließ Mudschiri den SK Sturm und spielte ab April 2006 bei den russischen Vereinen Krylja Sowetow Samara und Lokomotive Moskau.